# De 30 tyranner
De 30 tyranner er den almindelige, men ikke af samtiden anvendte benævnelse for medlemmerne af den aristokratiske regering i Athen, som blev indsat 404 f.Kr. efter nederlaget i den peloponnesiske krig. Hensigten med denne regering synes at have været at tilvejebringe en forfatningsforandring, hvorved man fik begrænset det demokrati, som havde bragt Athen i ulykke, og inden for regeringen var også forskellige partier repræsenterede. I begyndelsen vandt deres foranstaltninger også almindeligt bifald; men da de yderliggående aristokrater under ledelse af Kritias, der ifølge Diogenes Laërtius var Platons grandonkel  - mødte modstand, endte det med terror og et otte måneders skrækvælde, der kostede mange livet og tvang andre til at flygte fra Athen.
Især Theramenes modsatte sig voldshandlingerne og forlangte, at et større antal borgere fik politiske rettigheder. Da Kritias havde fået ham ryddet af vejen, eskalerede voldsudøvelsen, støttet af en spartansk garnison. Under ledelse af Thrasybulos lykkedes de fordrevne borgere med et angreb på hjembyen og satte sig fast i Piræus. Efter at Kritias faldt, opløstes de 30 tyranners regering, og der blev indsat en ny, men ligeledes aristokratisk regering bestående af 10 mænd. Men disse måtte snart bøje sig, hvorpå demokratiet blev genindført (i 403 f.Kr).
Navnet "de 30 tyranner" bruges også om de talrige, indbyrdes stridende romerske kejsere, som efter 260 fik magten i Romerrigets forskellige provinser.